# Cinabri
El cinabri és un mineral format per sulfur de mercuri (HgS) que rep el seu nom del grec kinnàbari, vermelló. És polimorf amb el metacinabri i l'hipercinabri.

## Característiques
El cinabri es presenta normalment en una massa granular de cristalls trigonals. És la principal mena de mercuri: està compost en un 85% per mercuri i en un 15% de sofre. L'obtenció del mercuri a partir del cinabri, utilitza un procés anomenat "torració" a uns 600 °C i en presència d'oxigen en excés, produint com a subproducte diòxid de sofre. En la seva simetria i característiques òptiques presenta una semblança notable amb el quars, exhibint una polarització circular; en concret, Alfred Des Cloizeaux, va demostrar que posseeix quinze vegades el poder rotatiu del quars. És un mineral que no fa reacció amb l'HCl ni és magnètic. A causa del seu contingut de mercuri, el cinabri és tòxic per als éssers humans.
Segons la classificació de Nickel-Strunz, el cinabri pertany a «02.CD - Sulfurs metàl·lics, M:S = 1:1 (i similars), amb Sn, Pb, Hg, etc.» juntament amb els següents minerals: herzenbergita, teal·lita, alabandita, altaïta, clausthalita, galena, niningerita, oldhamita, keilita, i hipercinabri.
En l'antiguitat, va ser utilitzat per preservar ossos humans i en pintures rupestres (com les descobertes prop d'Almadén). Potser seguint aquesta tradició com preservador d'ossos, els alquimistes van utilitzar el cinabri per preparar un elixir que, suposaven, assegurava la longevitat. En medicina xinesa, es denomina metafòricament cinabri a l'energia sexual o energia de vida, rebuda dels pares en el moment de la concepció i que es va esgotant al llarg de la vida. A l'edat mitjana es va utilitzar per il·luminar manuscrits. També s'ha emprat com a colorant per al lacre.

## Formació i jaciments
Generalment es troba com un mineral d'ompliment als filons associats a l'activitat volcànica recent i en fonts termals alcalines. El cinabri és dipositat per solucions aquoses epitermals ascendents molt allunyades de la seva font ígnia. El principal productor de mercuri actualment és Espanya. Se'n pot trobar en tots els llocs on s'extreu mercuri, especialment a Almadén (Espanya), així com a Lena (Astúries), Nou Almadén (Califòrnia) o Idrija (Eslovènia). Als territoris de parla catalana ha estat descrita a la mina San Miguel (Ribes de Freser, Ripollès) i a Sant Jaume d'Enveja (Montsià). A la província de Kweichow, a la Xina, es van extreure uns cristalls molt fins. Se'n troba normalment associat amb mercuri, realgar, pirita, marcassita, estibina, òpal, calcedònia, barita, dolomita i calcita.

## Varietats
Es coneix una varietat de cinabri anomenada corallinerz, una impura varietat que forma làmines corbades.

## Galeria d'imatges

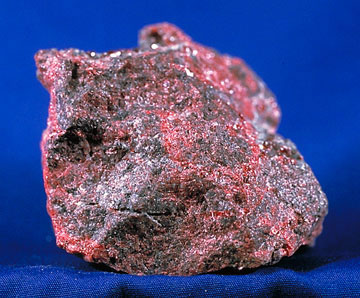
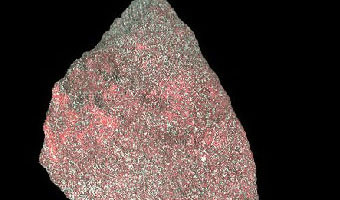
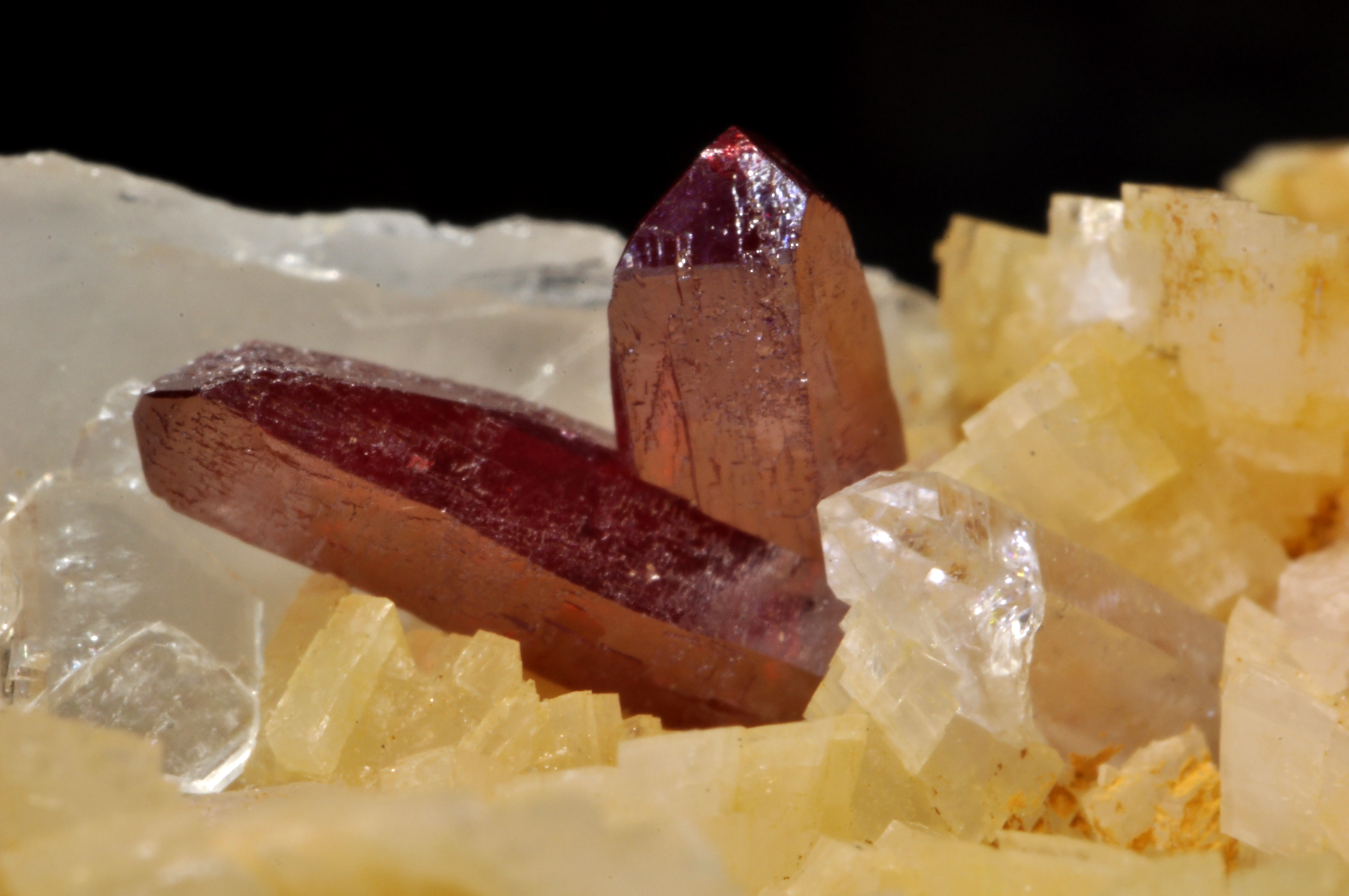
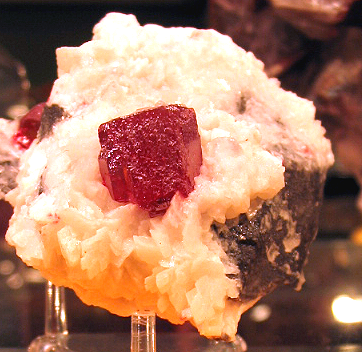
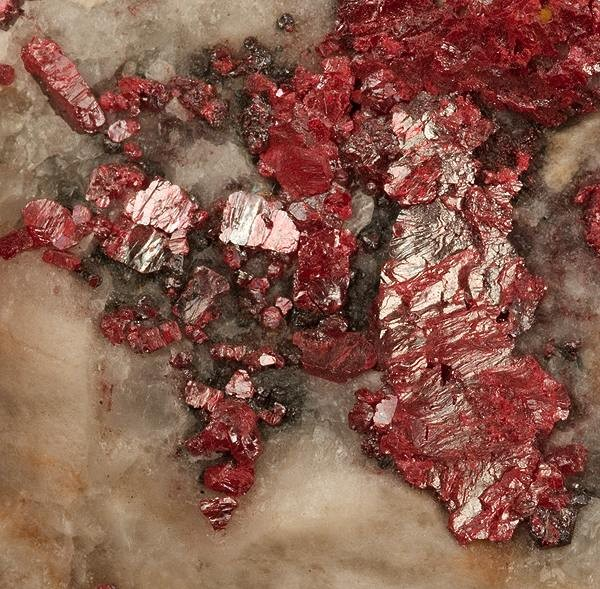